# Tenzing Sonam
Tenzing Sonam, aussi écrit Tenzin Sonam (né le 16 janvier 1959 à Darjeeling) est un réalisateur, producteur de films et écrivain tibétain. Avec son épouse Ritu Sarin, ils dirigent leur propre entreprise cinématographique, White Crane Films (en). Tenzin Sonam vit à New Delhi en Inde.

## Bibliographie

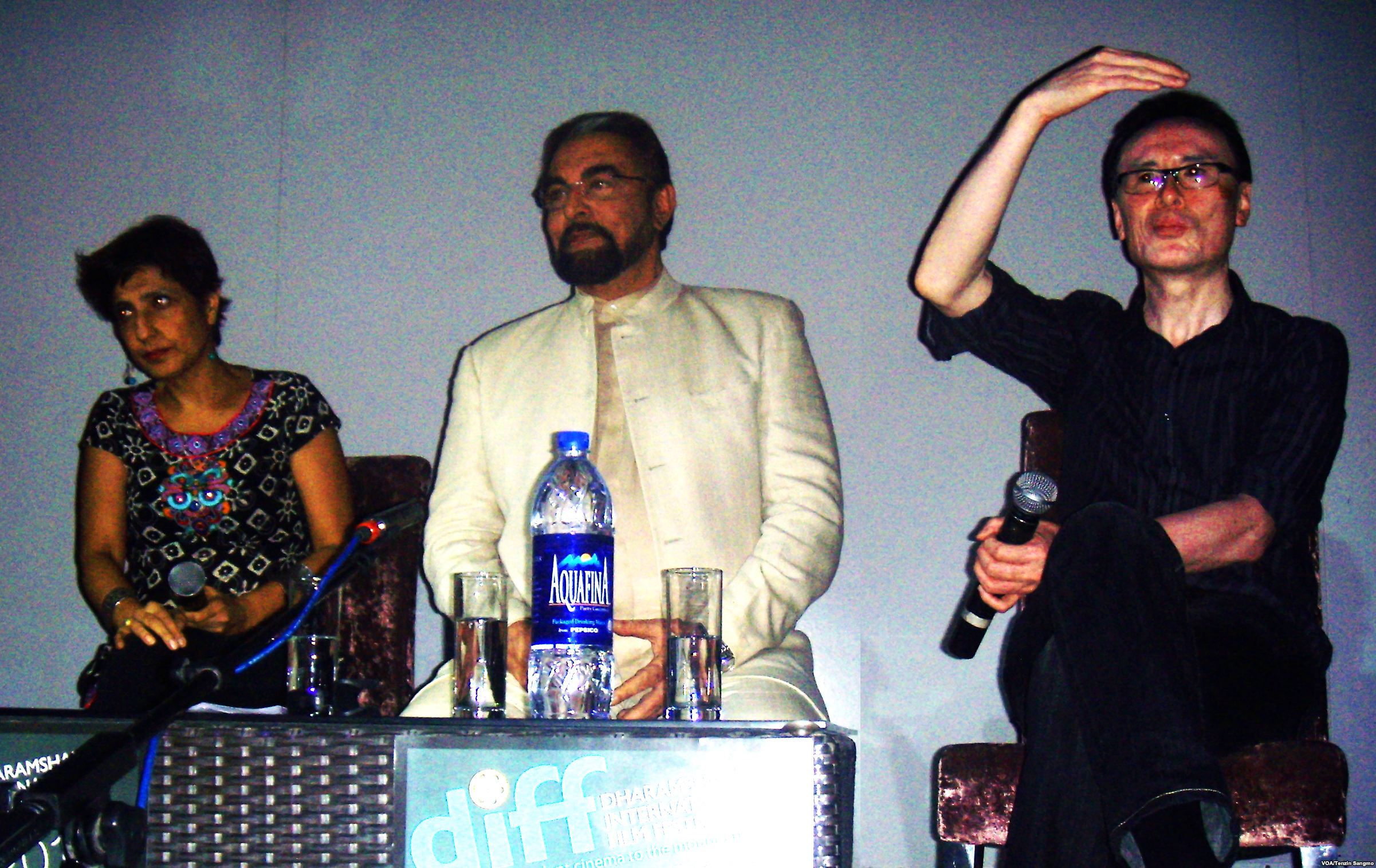
Ritu Sarin, Kabir Bedi et Tenzing Sonam.

## Filmographie
En 1992, avec Ritu Sarin il a réalisé La réincarnation de Khensur Rinpoché. Le film est au sujet de la cherche la réincarnation du défunt Khensur Rinpoché. 
En 1997, il réalise A Stranger in My Native Land. 
Sonam et Ritu Sarin ont également réalisé les documentaires Le Cirque de l'Ombre : la CIA au Tibet (1998) et Trials of Telo Rinpoche (1999) commandée par la BBC .
Tenzin Sonam et Ritu Sarin ont également dirigé et produit le film Dreaming Lhasa sortit fin 2004. Le film raconte l'histoire d'une réalisatrice tibétaine, venant des États-Unis à Dharamsala, où elle rencontre l'amitié mais aussi la frustration de la diaspora tibétaine en Inde. Un nouvel arrivant du Tibet recherche un résistant disparu.
En 2009, il  a réalisé Tibet, le combat pour la liberté.
| Année | Film                                                    |
| ----- | ------------------------------------------------------- |
| 1985  | The New Puritans: The Sikhs of Yuba City                |
| 1991  | The Reincarnation of Khensur Rinpoche                   |
| 1992  | Tibet                                                   |
| 1993  | The Trials of Telo Rinpoche                             |
| 1997  | Fish Tales                                              |
| 1997  | A Stranger in My Native Land                            |
| 1998  | The Shadow Circus: The CIA in Tibet                     |
| 1999  | Big Treasure Chest for Future Children: Tibet           |
| 2005  | Dreaming Lhasa                                          |
| 2007  | The Thread of Karma                                     |
| 2007  | Some Questions on the Nature of Your Existence          |
| 2009  | The Sun Behind the Clouds: Tibet's Struggle for Freedom |
| 2012  | When Hari Got Married                                   |
| 2018  | The Sweet Requiem (Kyoyang Ngarmo)                      |

## Référence
- (nl) Cet article est partiellement ou en totalité issu de l’article de Wikipédia en néerlandais intitulé « Tenzin Sönam » (voir la liste des auteurs).

1. ↑  Pourquoi la Marche est-elle si importante (par Tenzing Sonam)
2. ↑  Tenzing Sonam, « Regard tibétain sur le western chinois »(Archive.org • Wikiwix • Archive.is • Google • Que faire ?), août 2006
3. ↑  Tenzing-Sonam
4. ↑  The Reincarnation of Khensur Rinpoche
5. ↑  Jamyang Norbu,  « Anthologie du Tibet au cinéma »(Archive.org • Wikiwix • Archive.is • Google • Que faire ?), décembre 2004
6. ↑  Tibet, le combat pour la liberté, France 5, 9 mars 2009
7. ↑  Bruce Bennett, « Wandering Tibet For a Piece of Home », New York Sun,‎ 13 avril 2007 (lire en ligne, consulté le 3 septembre 2012)
8. ↑  « Some Questions on the Nature of Your Existence », T-BA21 (version du 1er novembre 2012 sur Internet Archive)
9. ↑  Kevin Thomas, « Movie Review: 'The Sun Behind the Clouds: Tibet's Struggle for Freedom' », Los Angeles Times,‎ 24 juin 2010 (lire en ligne, consulté le 3 septembre 2012)